# Vespa fulva
Vespa fulva är en getingart som beskrevs av Gmeling 1790. Vespa fulva ingår i släktet bålgetingar, och familjen getingar. Inga underarter finns listade i Catalogue of Life.